# EVA Air
Eva Air es una de las dos aerolíneas taiwanesas más importantes de la isla con base en el Aeropuerto Internacional de Taoyuan, cerca de Taipéi, que opera servicios de pasajeros y de carga a más de 40 destinos internacionales en Asia, Australia, Europa y América del Norte. Es considerada una aerolínea de 5 estrellas por la consultora Skytrax. El eslogan de la compañía es "Compartiendo el mundo, volando juntos" (en chino, 分享世界，比翼雙飛, en pinyin, Fēnxiǎng shìjiè, bǐyì shuāngfēi).
Desde su fundación en 1989, Eva Air se expandió incluyendo en sus servicios el de carga, ingeniería y el de agencia de viajes. En el área de carga trabaja con Evergreen Marine, compañía mundial de carga en mar y tierra. Su principal rival a nivel internacional es China Airlines. Se diferencia del anterior al especializarse más en viajes en la región de Asia y en ofrecer un servicio de mayor calidad a un precio mayor.

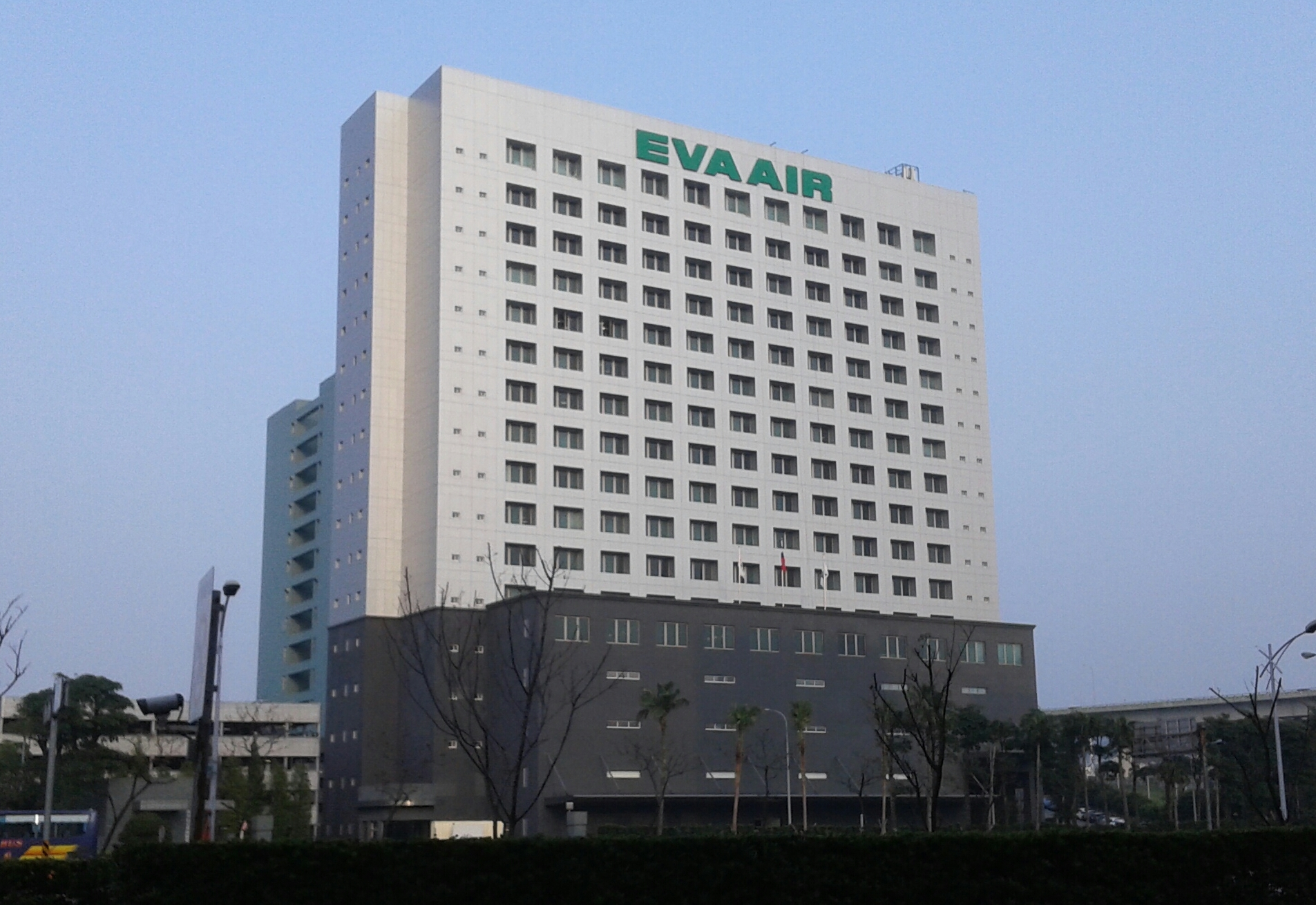
Sede social de EVA Air

Eva Air es una pionera de la clase económica prémium, que debutó en 1991. Eva fue también la primera aerolínea taiwanesa en recibir el IOSA, acreditación de seguridad otorgada por la IATA.
Eva Air fue aceptada como miembro de la alianza aérea Star Alliance desde 2014.

## Flota

### Flota Actual
La flota de EVA Air está compuesta de los siguientes aviones (mayo 2023).